# Peribatodes gemmaria
Peribatodes gemmaria är en fjärilsart som beskrevs av Nikolaus Joseph Brahm 1791. Peribatodes gemmaria ingår i släktet Peribatodes och familjen mätare. Inga underarter finns listade i Catalogue of Life.